# کایوت و رودرانر
وایل ای. کایوت و رودرانر (به انگلیسی: Wile E. Coyote and Road Runner) نام دو شخصیت کارتونی است که یکی کایوت و دیگری یک کوکو دونده (به انگلیسی: Greater Roadrunner) است و هر وقت که کایوت در تلاش است که رودرانر را بگیرد ناموفق می‌ماند. 
وایل ای کایوت و رودرانر دو شخصیت کارتونی برگرفته شده از سری کارتون‌های لونی تونز و مری ملودی هستند. شخصیت‌های کایوت و رودرانر در سال ۱۹۴۸ در انیمیشنی به کارگردانی چاک جونز برای کمپانی برادران وارنر ساخته شدند. درحالی که قالب اولیه خلقتشان کار نویسنده‌ای بنام مایکل مالتز بود. در ۱۶ قسمت اولی که مالتز نوشته بود، این دو شخصیت در یک مسافت طولانی نمایشی هنرنمایی می‌کردند که برای پخش در کارتون‌های تلویزیونی ساخته شده بود.
در هر قسمت کایوت به جای استفاده از غرایز حیوانی و حیله‌گری از دستگاه‌های مضحک و نقشه‌های پیچیده برای دنبال کردن طعمه‌اش استفاده می‌کند. کایوت هم چنین به صورت جداگانه در ۵ قسمت از کارتون‌های باگز بانی (به انگلیسی: Bugs Bunny) به عنوان دشمن ظاهر شده‌است. در حالی که عموماً کایوت در انیمیشن‌های کوتاه کایوت و رودرانر، ساکت است اما با لهجهٔ خالص در این سفر تک نفره صحبت می‌کند و با صداگذاری مل بلانک خودش را به عنوان وایل ای کایوت نابغه معرفی می‌کند. رودرانر فقط با آوای بیپ، بیپ (در ایران برخی به اشتباه از لفظ میگ میگ استفاده می‌کنند) از خودش صدا درمی‌آورد و گاهی هم سرو صدا می‌کند. آوای بیپ، بیپ را پل
جولین صداپیشگی کرده‌است.